# Богородское (Кольчугинский район)
Богородское — село в Кольчугинском районе Владимирской области России, входит в состав Флорищинского сельского поселения.

## География
Село расположено в 10 км на северо-запад от центра поселения посёлка Металлист и в 20 км на северо-запад от райцентра города Кольчугино.

## История
В 1571 году половина села Богородского была приложена в Троице-Сергиев монастырь Романом и Леонтием Бутурлиными, другая же половина поступила в приданое за жену Ивану Григорьевичу Собакину, раздел был произведен по жребию в 1542 году. В писцовых книгах 1593 года в Богородском числилось 1 двор монастырский, 8 дворов крестьянских и 3 двора пустых. Церковь в селе Богородском в честь Успения Пресвятой Богородицы упоминается в первый раз в данной грамоте 1571 года. В 1767 году гвардии капитаном Алексеем Ивановичем Булгаковым построена новая деревянная церковь и освящена в честь того же праздника. В 1804 году вместо деревянной церкви на средства помещицы Булгаковой построена была каменная церковь. Престолов в ней было два: в холодной в честь Успения Божьей Матери и в приделе теплом во имя святого Николая Чудотворца. Приход состоял из села Богородского и деревни Лодыжина. В Богородском с 1885 года существовала церковно-приходская школа, учащихся в 1892-93 годах было 24. В годы Советской Власти церковь была полностью разрушена. В 1905 году в селе числилось 52 двора.
В конце XIX — начале XX века село входило в состав Андревско-Годуновской волости Александровского уезда. 
С 1929 года село являлось центром Богородского сельсовета Кольчугинского района, с 1962 года — в составе Макаровского сельсовета, с 1965 года — в составе Флорищенского сельсовета.

## Население
| 1859 | 1905 | 1926 | 2002 | 2010 | 2021 |
| ---- | ---- | ---- | ---- | ---- | ---- |
| 204  | ↗280 | ↗359 | ↘15  | ↗21  | ↗32  |